# La Roche de Cèstre

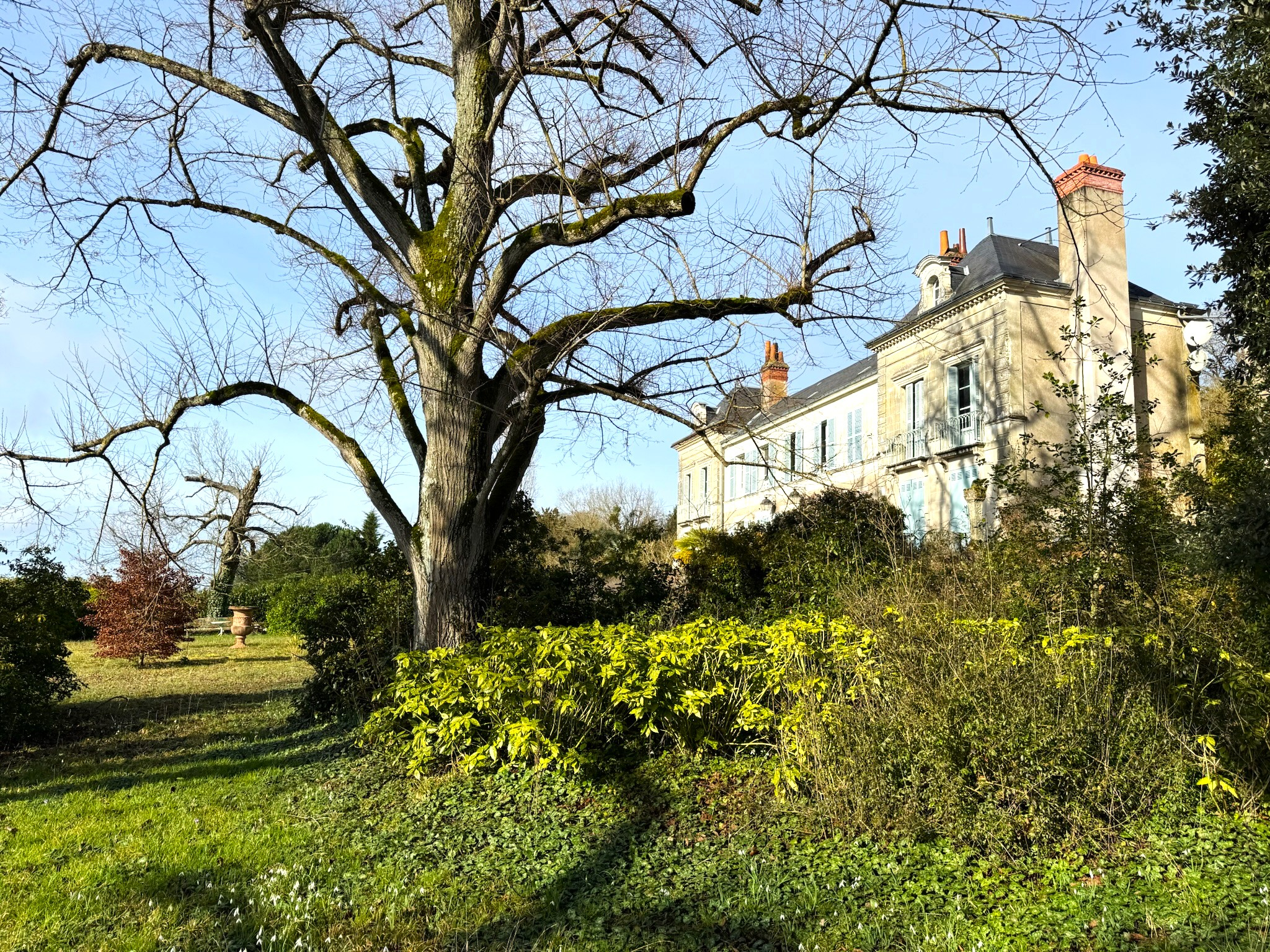
La Roche-de-Cestre

Das Roche de Cestre ist ein historisches Herrenhaus in der Gemeinde Noizay im Département Indre-et-Loire in Frankreich, südlich von Paris. Das Anwesen liegt im Weinbaugebiet der Touraine unweit der Loire und gehört zum Gebiet der Appellation Vouvray. Es handelt sich um ein privates Anwesen, das insbesondere für seine klassizistische Architektur, schöne Lage und seine in den Fels getriebenen Weinkeller bekannt ist.

## Geschichte
Das Herrenhaus wurde gegen Ende des 18. Jahrhunderts erbaut. Der Name La Roche de Cestre weist auf einen Felsvorsprung (roche) hin. Der Zusatz Cestre könnte auf einen historischen Besitzer oder einen alten Flurnamen zurückgehen (eine gesicherte Etymologie ist nicht dokumentiert). Im Jahr 1875 erfuhr das Anwesen eine bedeutende Erweiterung: Es wurden zwei Seitenpavillons angebaut, welche die ursprüngliche Bausubstanz flankieren.
Wichtige historische Ereignisse sind mit dem Manoir selbst nicht verbunden – anders als das nahe Château de Noizay, das 1560 in die Hugenottenkriege verwickelt war, blieb La Roche de Cestre offenbar von kriegerischen Zerstörungen verschont. Das Anwesen befand sich lange in Privatbesitz und wurde innerhalb von Familien weitergegeben.

## Architektur

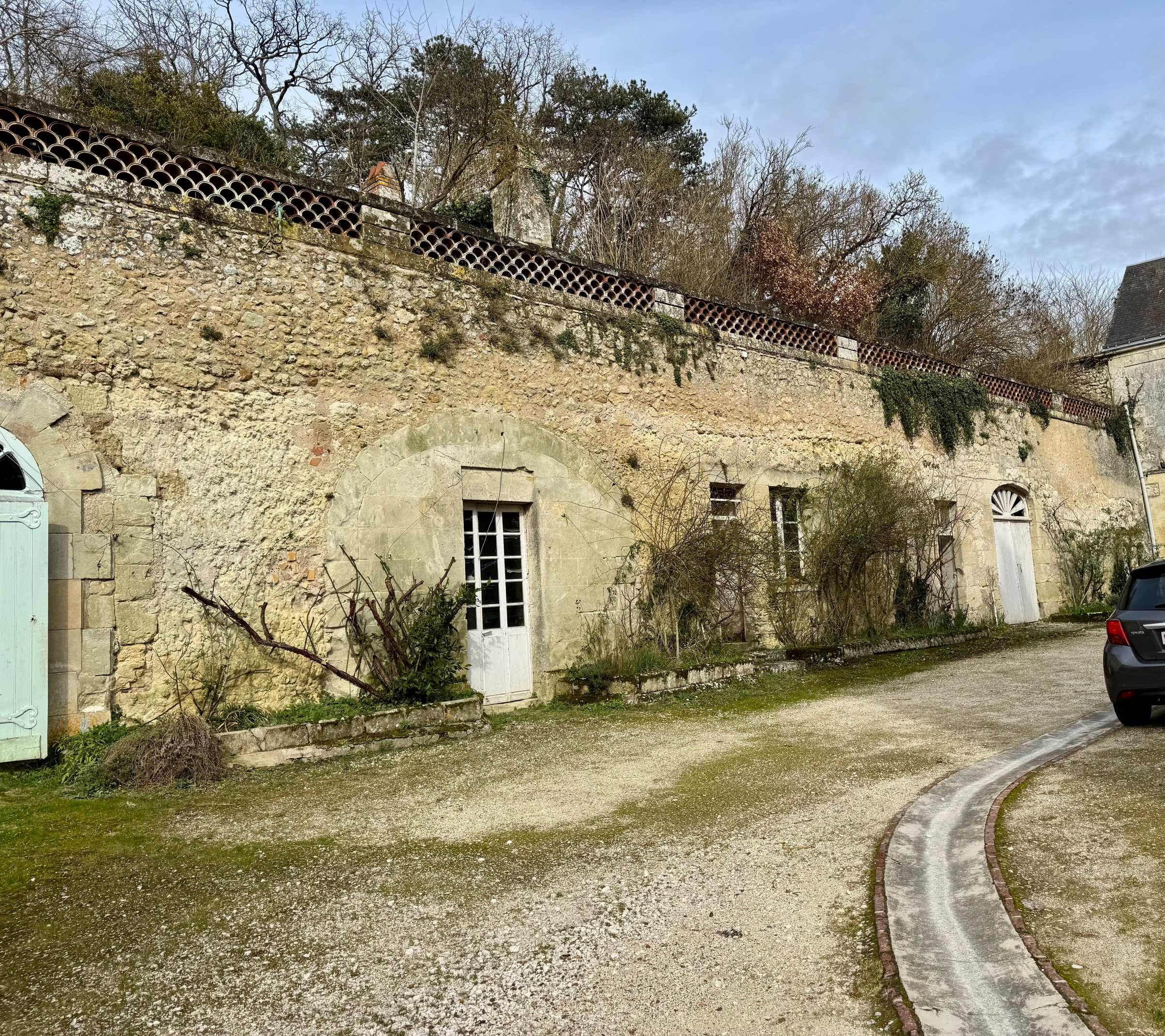
Höhlengewölbe des Hinterhofs

Der Baustil vom Roche de Cestre ist vom ausgehenden 18. Jahrhundert geprägt und zeigt entsprechend klassizistische Merkmale. Die Hauptfassade präsentiert sich symmetrisch mit dem zentralen Wohntrakt und den 1875 hinzugefügten Pavillons. Typisch für die Region besteht das Mauerwerk aus hellem Tuffstein. Zum Anwesen gehört eine eigene Kapelle, deren Entstehungszeit unbekannt ist; möglicherweise handelt es sich um eine in einem Felsenkeller eingerichtete Kapelle, wie dies vergleichbar beim nahegelegenen Manoir d’Anzan der Fall ist.
Neben dem Herrenhaus bzw. unter dem Hügel befinden sich ausgedehnte, also in den Fels gehauene Gewölbekeller. Diese teils noch aus dem späten 16. Jahrhundert stammenden Bauten sind in Haustein ausgeführt und dienen traditionell als Wein- und Lagerkeller. 
Ein repräsentatives Tor oder Portal gewährt Zugang zum ummauerten Grundstück, wobei Details dazu in den Quellen nicht explizit beschrieben sind. Insgesamt spiegelt die Architektur des Manoir die Übergangszeit vom Ancien Régime zum modernen Bürgertum wider: ein schlichter eleganter Landsitz mit späteren historistischen Ergänzungen.

## Weinbau

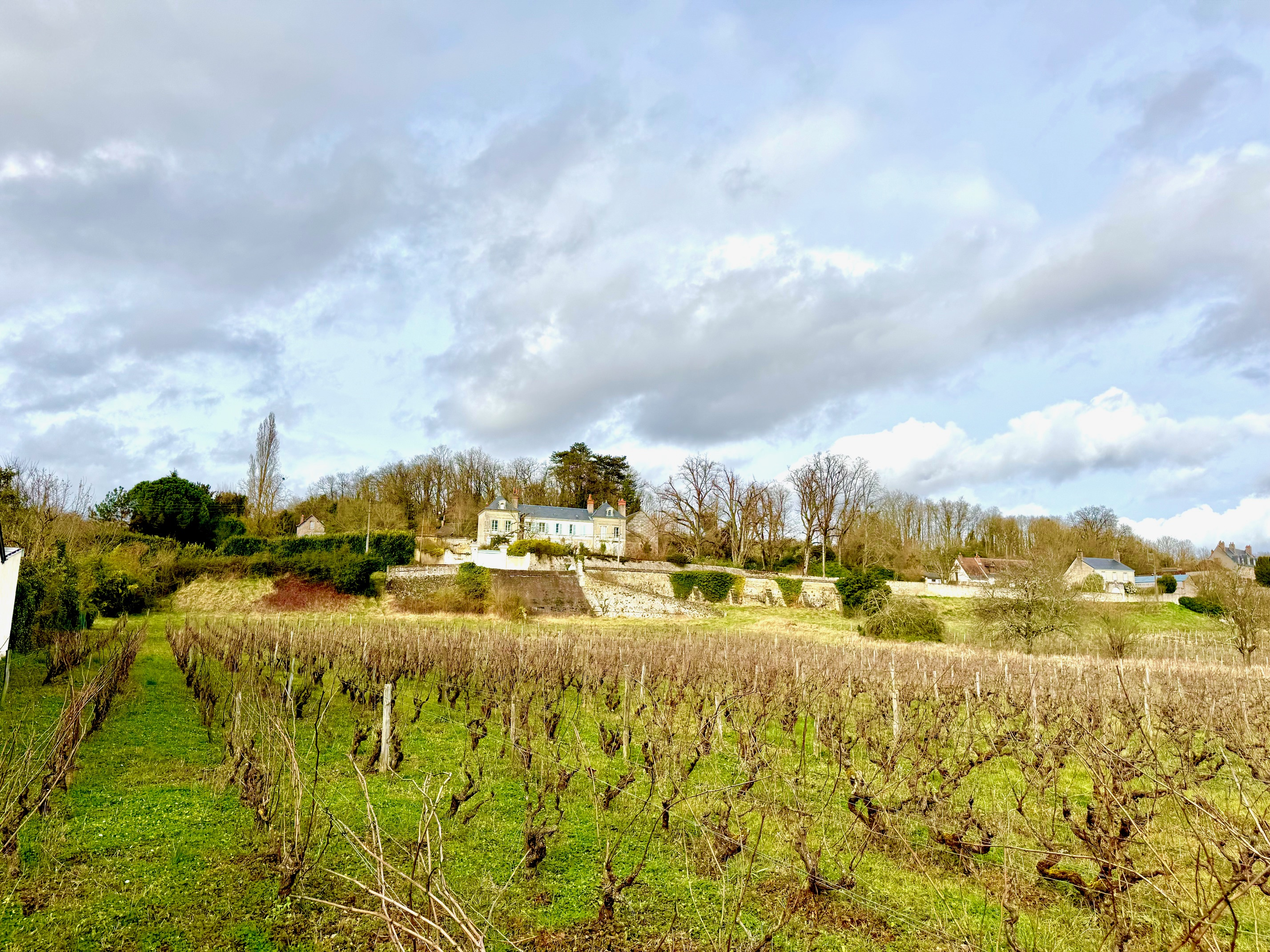
Weinberg vor dem Haus

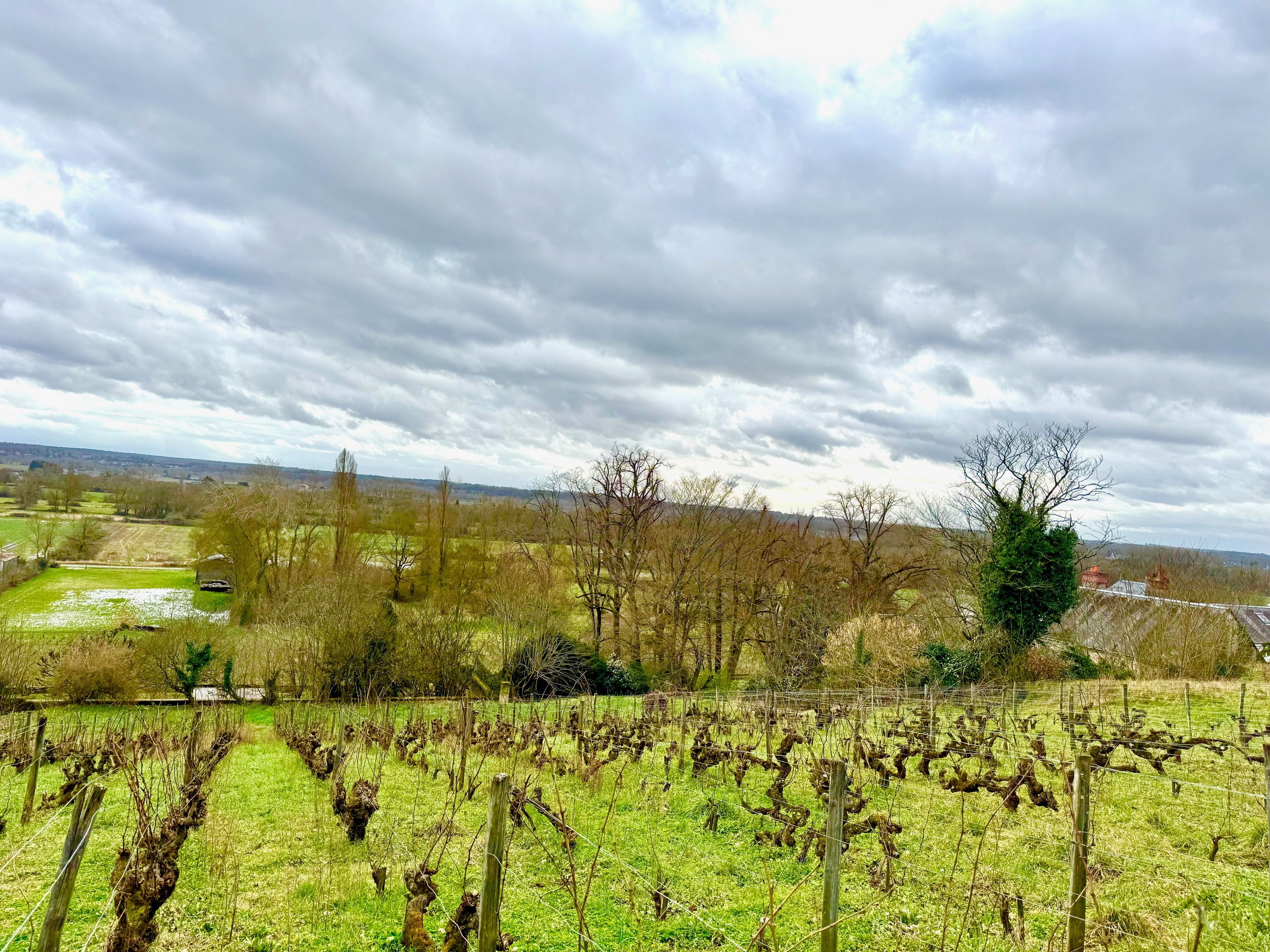
Weinberg hinter dem Haus

Das Manoir de la Roche de Cestre verfügt über eigene Weinberge. Sie liegen im Bereich der kontrollierten Herkunftsbezeichnung Vouvray und sind hauptsächlich mit Chenin Blanc (auch Pineau de la Loire genannt) bestockt, wie für die Appellation üblich. Die teils 50 bis 80 Jahre alten Rebstöcke wachsen auf kalkhaltigen Tonböden der Hänge oberhalb der Loire, einem Terroir, das für frische, fruchtige und langlebige Weißweine bekannt ist.
Die beiden Weinbergsparzellen des Anwesens werden von unterschiedlichen Winzern bewirtschaftet. Einer davon ist der Vouvray-Winzer Michel Autran, der seit 2011 in Noizay ökologischen Weinbau betreibt und Trauben aus der Lage La Roche de Cestre für seine Cuvées (z. B. Ciel Rouge) verwendet.

## Aktuelle Nutzung und Zugang
Das Manoir de la Roche de Cestre befindet sich in Privatbesitz und dient weiterhin überwiegend Wohnzwecken. Es ist – anders als einige Schlösser und Herrenhäuser der Loire-Region – der Öffentlichkeit nicht regelmäßig zugänglich.

## Kulturelle Bedeutung
Obgleich das Manoir de la Roche de Cestre selbst keine überregionale Bekanntheit erlangt hat, trägt es zum kulturellen Erbe der Weinregion Touraine bei. Es steht in einer Reihe mit mehreren historischen Landgütern in Noizay, welche die Verbindung von Weinbau und Wohnkultur in der Loire-Landschaft verkörpern. Das Gesamtensemble aus Herrenhaus, Weinbergen und Kelleranlagen ist exemplarisch für die Kulturlandschaft des Loiretals, das von der UNESCO als Welterbe anerkannt ist. In der Gemeinde Noizay wird das Manoir als Teil des lokalen baulichen Erbes geschätzt, auch wenn es – im Unterschied etwa zum Château de Noizay, zum Grand Coteau oder zum Manoir d’Anzan – nicht als Monument historique unter Denkmalschutz steht.

## Weblinks

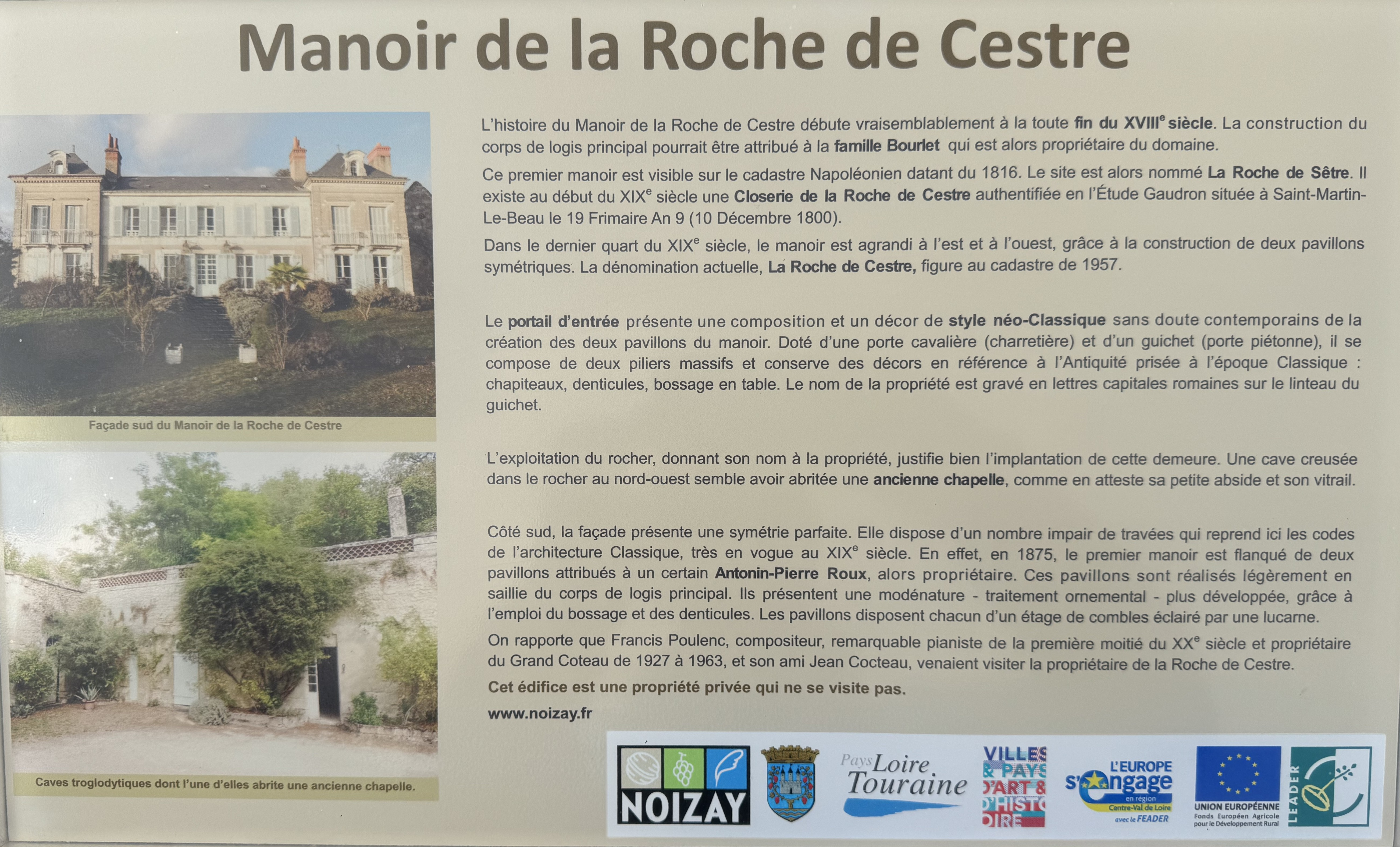
Geschichte und Architektur